# Карло V, цар Светог римског царства
Карло V Хабзбуршки (Гент, 24. фебруар 1500 — манастир Јусте, 21. септембар 1558), познат и као Карлос I од Шпаније, био је један од најмоћнијих владара у историји Европе. Припадао је династији Хабзбург. Захваљујући уједињавању династија и њихових земаља по бројним рођачким линијама, добио је у наследство огромно подручје.
Био је син Хуане Луде и Филипа Лепог, и унук Максимилијана I од Аустрије и Марије од Бургундије са очеве стране, од којих је наследио Холандију, Аустрију и право на престо Светог римског царства. Са мајчине стране, био је унук Католичких краљева Изабеле I од Кастиље и Фернанда II од Арагона (династија Трастамара), од којих је наследио кастиљански и арагонски престо, Напуљ, Сицилију, Сардинију, Малту, Канарска острва и Западне Индије (како су се у то доба звале карипске колоније).
Карло V је био последњи немачки цар који је гајио средњовековни сан о универзалној монархији. Овој његовој амбицији су се супротставили француски владари Франсоа I и Анри II, продор Османског царства у централну Европу, али и верски потреси који су погодили Европу 1517, са појавом Реформације. Уморан и обесхрабрен, одрекао се својих владарских прерогатива и повукао у манастир.
Иако је био рођен и одгајан у Фландрији, више времена је проводио у Шпанији, док је Свето римско царство оставио на управу свом брату Фернанду, у чију ће корист 1556. абдицирати. Тако ће Фернандо или Фердинанд Хабзбуршки постати Фердинанд I, цар Светог римског царства.
Велико пространство којим је владао и стална потреба за далеким путовањима, учинили су да је царство из практичних разлога подељено на Хабзбуршку Шпанију и Хабзбуршку Аустрију.

## Хронологија
- 1506 — Са само шест година, Карло наследио је територије од своје бабе, Марије од Бургундије и постао холандски владар, под туторством прво свог деде, Максимилијана I, и касније своје тетке, Маргарите од Аустрије.
- 1517 — Након смрти Изабеле Католичке, Карло је наследио круну Кастиље. Заправо, права наследница је била његова мајка, Хуана I од Кастиље, али пошто је била ментално неспособна, Карло је формално делио круну са њом све до њене смрти 1555, али је практично он владао.
- 1518 — Две године након смрти свог деде с мајчине стране, Фернанда II од Арагона, Карло је такође наследио и арагонски престо.
- 1519 — Након смрти деде с очеве стране, Максимилијана I, Карло I од Шпаније такође постаје и Карло V, цар Светог римског царства.

## Детињство и младост уФландрији
Карлов отац Филип желео је да Карлу што раније обезбеди учитеље који би од њега направили доброг и мудрог владара краљевина Католичких краљева, па је тако још одмалена поверио Карлово образовање познатим и признатим учењацима. Филип је имао ваљан разлог за то: преране смрти принца Хуана, а убрзо и Изабеле, двоје најстарије деце Изабеле Католичке, наследника кастиљанског трона, а нешто касније и принца Мигела, (имао је само две године кад је умро), сина покојне принцезе Изабеле, аутоматски су претворили Хуану у принцезу од Астурије тј. кастиљанску престолонаследницу, што је значило да после смрти Изабеле Католичке, Карло аутоматски постаје наследник кастиљанске круне.
Након смрти Изабеле Католичке 1504, Карлови родитељи, Хуана и Филип, морали су у више наврата да путују у Кастиљу. Последњи пут ће кренути на путовање 1505. године кад је требало да буду крунисани као краљеви Кастиље. То је уједно био и последњи пут кад је Карло видео свог оца, будући да је Филип ненадано умро у Бургосу наредне године. Карло је, са своје три сестре, Леонор, Изабелом и Маријом, остао у Фландрији, под туторством своје тетке Маргарите од Аустрије, која ће се побринути за образовање будућег владара царства познатом као "царство у ком никад сунце не залази".
Двор у Мехелену (хол. Mechelen; фр. Malines) је био право место за хуманистичко образовање и развој Карла и његове три сестре. Француски језик је био језик који се говорио на двору, али фламански је преовлађивао међу обичним светом, тако да су све четворо убрзо постали двојезични. Карло ће касније показати изузетну лакоћу у учењу језика, јер ће стићи да с већом или мањом течношћу говори пет језика — француски, фламански, немачки, шпански и италијански. На двору у Мехелну Карло је имао прилике да упозна личности калибра великог мислиоца Еразма Ротердамског, као и фламанских сликара попут Рохира ван дер Вејдена, Ханса Мемлинга или браће Ван Ајк (Јан ван Ајк и Хуберт ван Ајк).
Године 1511, Маргарита од Аустрије је поверила образовање тада већ младог грофа од Фландрије прво младом свештенику, следбенику Еразмовог учења, Хадријану из Утрехта, (постаће папа 1522) који је као верни Еразмов ученик умео да усади будућем цару осећај за толеранцију и слободу духа као и велики осећај за одговорност.
С друге стране, Маргарита је вероватно желела да на тај начин умањи или барем ублажи утицај који је могао да има на младог Карла свеприсутни Гијом де Крој, „парадигма корумпираног политичара“. Управо је Гијом де Крој наговорио Карловог деду Максимилијана I да Карлово пунолетство прогласи нешто пре времена. По закону, Карло је са пуних 16 година требало да буде проглашен господарем Холандије, међутим, Гијом де Крој је добио позамашну суму новца од холандског парламента у замену да наговори Максимилијана да убрза проглашење Карловог пунолетства, јер су се надали да ће им Карлова младост дозволити да га претворе у послушну марионету. Међутим, убрзо су увидели да су се горко преварили. Гијом де Крој је научио Карла како да буде вешт и мудар политичар, и младић је још одмалена био навикнут да присуствује састанцима Савета претходно се информишући о садржају и темама које су биле на дневном реду. Своју политичку зрелост доказао је на свечаности свог проглашења владарем Холандије 5. јануара 1515. У салону Краљевске палате Карло ће изговорити речи које су укратко описале срж његове целокупне владавине.:
Захваљујем вам на додељеној почасти. Будите добри и одани поданици, и ја ћу вам бити добар господар.
То што је обећао као младић од 16 година, касније је и испунио, али додуше далеко од земље у којој је дао обећање. Године 1517, Карло ће кренути на пут ка Иберијском полуострву: краљевине Кастиља и Арагон су чекале на долазак свог будућег краља.

## Краљ Шпаније
Карло је у Бриселу проглашен краљем Шпаније као Карло I, међутим, било је неопходно да лично отпутује у Шпанију како би га скупштине (Кортеси) сваке шпанске краљевине понаособ признале за врховног владара, а он свечано положио заклетву да ће поштовати законе сваке краљевине понаособ.
Године 1517, Карло је по одлуци својих саветника кренуо пут Шпаније. Свита је бројала неких 40 бродова и више од 1000 људи. Принца је на путу пратила његова сестра, Леонор. Брат и сестра су се запутили у земљу у којој никада раније нису били, и чији језик нису познавали. Тамо их је чекала мајка, Хуана Луда, затворена у дворцу у Тордесиљасу, и млађи брат и сестра, Фернандо и Каталина, обоје рођени у Кастиљи. Фернандо је живео у Арагону са својим дедом, Фернандом II од Арагона, а Каталина је била са својом мајком у Тордесиљасу. Како је 1516. године Фернандо Католички умро, Кастиљом је управљао кардинал Сиснерос, а Арагоном Алфонсо од Арагона, ванбрачни Фернандов син који је био рођен пре његовог брака са Изабелом.

### Први сусрет са Шпанијом
Флота која је долазила из Фландрије након великих олуја и перипетија коначно је пристала на обалу Астурије 19. септембра 1517, и одатле се упутила ка Ваљадолиду, седишту Кортеса. У Тордесиљас су стигли 4. новембра. Хуана је прво примила изасланика свог сина, Шевреа, који је на веома дипломатски начин успео не само да убеди Хуану да прими своју децу (била је доста сумњичава у погледу идентитета своје деце коју није видела веома дуго), него и да Хуана потпише документ којим опуномоћује свог сина Карла да у њено име влада свим хиспанским земљама међу којима су се такође налазиле и новооткривене територије на америчком континенту.
Неколико дана касније, у селу Мохадос (шп. Mojados) Карло и Леонор су се састали и са својим братом Фернандом који је дошао у друштву свог ујака, Алфонса од Арагона, регента Арагона и надбискупа од Сарагосе.
У кастиљанску престоницу, Ваљадолид, стижу 18. новембра, где су већ биле многе важне личности које су чекале да поздраве будућег краља, између осталих, Хадријан из Утрехта, будући папа и млада удовица Карловог деде Фернанда, Жермен де Фоа.
Кастиљанци нису благонаклоно гледали на Карлову свиту састављену од странаца, и на краља који је такође био странац и није знао ни једну једину реч кастиљанског. Чак ће у једном моменту у кастиљанском Кортесу бити тражено од младог, новопеченог владара да им се обраћа на шпанском. Међутим, на крају је Кортес Кастиље, (шп. Las Cortes Generales de Castilla) ипак признао Карла за краља и заклео му се на верност децембра 1518. године. Процес је потрајао јер је савет одуговлачио са одобрењем финансијске помоћи коју је Карло био тражио, што је био обичај тог времена у таквим ситуацијама. Међутим, на крају, Карлос је добио 600.000 дуката, Кортес је распуштен а краљ је могао да настави свој пут ка Арагону и Каталонији.
Априла 1518. године пошто се опростио од свог брата Фернанда који је одлазио за Холандију, Карло је кренуо пут Арагона. По савету Шивреа, Фернандо је био послат у Холандију како би се избегло ривалство између браће око шпанског престола јер је Фернандо, рођен у Кастиљи, имао много присталица у Шпанији и народ га је сматрао својим, за разлику од Карла кога су видели као странца.
Дана 9. маја 1518. године, Карло је у пратњи своје сестре Леонор и удовице свог деде, Фернанда Католичког, ушао у Сарагосу, престоницу Круне Арагона. Већ 20. маја почело је заседање Кортеса, али Карло је ипак морао да се задржи у Арагону до почетка наредне године, јер је тек тада дошло до свечане церемоније полагања заклетви и одобрења концесије од 200.000 дуката од стране арагонског Кортеса.
Дана 15. фебруарa 1519. године Карло је свечано ушао у престоницу каталонске кнежевине, Барселону. Нешто раније, стигла је вест о смрти Карловог деде, Максимилијана, што је представљало додатни проблем за младог краља: добијање титуле цара Светог римског царства, која није била наследна, него се наследник одлучивао путем избора. То је значило да му је било потребно још новца којим би могао да подмити кнежеве изборнике.. Најозбиљнији противник му је био француски краљ, Франсоа I, који је такође био веома заинтересован да добије титулу.
Каталонски Кортес је одмах отворио заседање, али изасланици нису могли да се сложе око суме коју је требало дати новопеченом владару. Дана 6. јула 1519. године у Барселону је стигла и вест о избору Карла за цара Светог римског царства, а месец дана касније, стигла је и свечана делегација царских изасланика који су лично дошли да званично обавесте новог цара о избору. Сви ови догађаји су изазвали задовољство и понос код Каталонаца, који су се осећали почаствованима и поноснима што су били сведоци једног тако значајног међународног догађаја. Међутим, Кортеси нису могли да закључе заседање до јануара 1520. године јер никако нису могли да се договоре о количини новца коју је требало да дају краљу. На крају, коначно су одлучили да то буде 250.000 дуката, нешто мало више од количине коју је добио у Арагону, и што је било довољно само за пут. Међутим, имао је среће јер је управо у то време у Барселону стигао први брод натоварен златом из Америке који је послао Ернан Кортес.

### Карло полако упознаје своје шпанске поданике
Први Карлов боравак у Шпанији који је трајао нешто више од две и по године, послужио му је да открије многе детаље о нарави и преференцијама својих нових поданика. Схватио је да су велики патриоте, и да имају аверзију према страним идејама и начину живота, и да им се поготову не допада да имају странце на високим положајима. Схватио је да би морао да пре свега научи шпански и да се окружи шпанским саветницима да би стекао њихову оданост и симпатију. Такође је веома брзо открио да је изузетно битно да стално истиче своју крвну везу са Католичким краљевима као и своје слагање са њиховом идеологијом, јер су Фернандо и Изабела били у сећању народа веома поштовани и цењени.
Што се тиче самог народа Шпаније, став према новом краљу је био различит. Људима Кастиље и Арагона се није свидело када је по повратку из Барселоне, краљ тражио још новца како би могао да отпутује у Немачку и да финансира своје царско крунисање, као ни чињеница да ће монарх највероватније више времена проводити у Немачкој него у Шпанији. С друге стране, Каталонци су били навикнути још од времена кад је династија Трастамара носила круну Арагона да владари не живе у Каталонији и да су у принципу увек одсутни, тако да их скори Карлов одлазак уопште није забрињавао.
Коначно, 20. маја 1520, Карло је пошао из Коруње пошто је претходно овластио Хадријана од Утрехта као регента шпанског престола у његовом одсуству. Хуану де Ланузи је поверен Арагон, а Дијегу де Мендози, грофу од Мелита, Валенсија.

### Побуне у Кастиљи и Валенсији
Док је Карло био одсутан (1520—1522), у Шпанији су се десила два веома важна догађаја: Побуна заједница у Кастиљи, и устанак занатских цехова у Валенсији.

#### Побуна заједница у Кастиљи
Побуна заједница у Кастиљи је имала корене у општем незадовољству Кастиљанаца због странаца које је Карло оставио да регентују, због тога што је новац који је тражио потрошио на свој избор за цара Светог римског царства, што није говорио кастиљански и што су се бојали да ће се шпанска вуна извозити у Фландрију што би довело у опасност текстилну индустрију Шпаније. Укратко, побуна је ишла против Карла и његових фламанских саветника.
Побуна је избила у централном делу Кастиље, у Толеду, и веома се брзо проширила на остале градове (Сеговија, Саламанка, и др.). Побуњеници су хтели да једини владар буде Карлова мајка, краљица Хуана, те су лидери побуне отишли у Тордесиљас и презентовали Хуани своје захтеве. Хуана је међутим одбила да их подржи, и на тај начин је омела очајнички покушај побуњеника да се њихови захтеви озаконе.
Након пораза побуњеничких трупа код Виљалара 1521. године, сви градови су се повукли, осим Толеда који је коначно побеђен 1522. године. Вође побуне, Падиља, Браво и Малдонадо су били погубљени. Пораз устанка заједница у Кастиљи означава као почетак апсолутизма у Шпанији и јачање моћи краља.

#### Устанак занатских цехова у Валенсији
Узроци овог покрета се налазе у економској кризи и епидемијама које су харале краљевином Валенсијом, чему се придружило додатно незадовољство међу занатлијама и ситним трговцима који су били у сукобу са градском олигархијом — великим трговцима и племством. Устанак занатских цехова је почео у граду Валенсији, 1520. године, искористивши одсуство племства које је побегло из града на село од епидемије куге која је у то доба владала. Побуњеници су такође напали и мориске према којима су осећали пре свега мржњу на верској основи и које су оптуживали да су потпомагали племство и круну. Карло V је наредио вицекраљу да угуши устанак, који је прерастао у директан сукоб занатлија и валенсијанских племића. Устанак је коначно угушен 1522. године. Осим у Валенсији, такође су се на устанак дигле занатлије са Балеара, међутим и овај устанак је веома брзо угушен.

## Цар Светог римског царства
Хабзбурговци су од 1440. године држали круну Светог римског царства, али са смрћу Максимилијана I кога папа није крунисао, постављало се питање ко ће га наследити. Према Златној були коју је 1356. године објавио Карло IV, да би цар могао сам да одреди свог наследника, морао је претходно да прими круну од Папе, у противном наследник ће бити одређен гласањем кнежева изборника који су били четири немачка великаша — краљ Чешке, маркгроф од Бранденбурга, гроф Палатината и гроф Саксоније, као и три надбискупа — Мајнца, Трира и Келна.

### Противник
Било је више кандидата, од којих су најозбиљнији били француски краљ, Франсоа I, и новопечени шпански краљ Карло I. Француском краљу је ишло у прилог то што је са само 25 година освојио Миланско војводство и поседовао је довољно и жеље и могућности да се супротстави Турцима који су већ увелико били на вратима Европе, што је било довољно да стекне симпатије надбискупа од Мајнца и маркгрофа од Бранденбурга. С друге стране, папа Лав X није крио своју наклоност ка француском краљу који иако је поседовао неке територије на северу Апенинског полуострва, ипак није био толико опасан сусед као што би то био Карло .
Насупрот француском краљу, Карло  од Шпаније је припадао аустријској династији Хабзбурговаца која је традиционално била повезана са Царством. Осим тога, поседовао је невероватно велику амбицију да постане Цар, те је одмах по сазнању о смрти Максимилијана, написао писмо четворици кнежева изборника (електората) како би их подсетио на обећање које су дали његовом деди, Максимилијану, да ће гласати у његову корист уверавајући их да ако испуне своје обећање, моћи ће да задрже све своје привилегије и у исто време ће бити богато награђени.
Предизборном машинеријом је управљала Карлова тетка, Маргарита од Аустрије и то још пре смрти цара. Нису само четири кнеза-изборника била плаћена, већ многе друге особе које су биле на неки начин уплетене у изборе. На крају, дуг се попео на 851.918 гулдена (или 1,2 тоне злата), новац који су обезбедили банкари из Фиренце и Венеције, али пре свега немачки банкари Фугер и Велсер, што им је омогућило предност у каснијем добијању вођења уносних трансакција као што су биле убирање ренте војних редова током три године почев од 1525. од чега се само половина сматрала плаћањем дуга Круне.

### Проглашење
Дана 28. јуна 1519. године електорат се састао и што под утицајем великодушних поклона, што из страха да им Франсоа не ускрати повластице које су до тада имали, изабрао је Карла I од Шпаније за новог цара Светог римског царства. Вест је Карла затекла у Барселони где је чекао на заседање каталонског Кортеса, који је одмах по завршетку заседања каталонског парламента кренуо пут Фландрије како би организовао званично царско крунисање.
Кренуо је из Коруње, 20. маја 1520. остављајући за собом земљу под регенством Хадријана из Утрехта, незадовољство у Кастиљи и Арагону, с једне стране зато што су се бојали да ће их њихов владар, будући да је постао цар, одгурнути у други план, а с друге, због превеликог присуства странаца а високим положајима које је Карло оставио за собом.
На међународном плану, ситуација је постајала веома озбиљна и опасна, јер се Франсоа I припремао на савез са Енглезима. Како би то избегао, Карло је прво прошао кроз Енглеску и тамо се сусрео са Хенријем VIII, тада ожењеним са Каталином од Арагона, Карловом тетком и сестром његове мајке, Хуане. Тај сусрет је био основ за чврсто англо-шпанско пријатељство које ће кулминирати годинама касније у браку између Филипа II, Карловог сина, и Марије Тјудор, будуће Мери I од Енглеске, и у исто време је аутоматски избацио из игре француског владара.
Коначно стиже у Фландрију где се сусреће са својом тетком, Маргаритом од Аустрије и својим братом Фернандом, где је одмах сазвао холандски парламент како би тражио новац за финансирање свог крунисања.

### Крунисање
Сама церемонија крунисања се одржала 23. октобра 1520. у Ахену, месту где су се традиционално одржавала крунисања царева Светог римског царства и где су се налазили посмртни остаци и престо Карла Великог. Карло је био крунисан према старом традиционалном обреду који је датирао још од најдавнијих времена. Према ритуалу, надбискуп из Келна би одржао мису а онда би питао владара да ли обећава да ће бранити хришћанство. Цар је требало да одговори потврдно изговарајући речи на латинском „Да, желим.“ (лат. Ego volo). Након тога, надбискуп би се обратио присутнима како добио потврду да прихватају цара као врховни ауторитет. Када би сви присутни дали свој пристанак, изговарајући: „Нека буде.“ (лат. Fiat), цар би био помазан светим уљем по рукама, грудима и лицу, и предали би му се симболи цара — прстен, круна, жезло и мач Карла Великог.

## Брак и деца
Пошто је желео да утврди добре односе са Португалом, 10. марта 1526. оженио се Изабелом Авиз, португалском принцезом и сестром Жоаоа III од Португалије.
Имао је троје деце са Изабелом Авиз:
- Филип II од Шпаније (1527—1598). Карлов наследник на шпанском престолу.
- Марија Хабзбуршка (1528—1603). Удала се за свог брата од стрица, Максимилијана II, сина Карловог брата, Фердинанда I.
- Хуана од Аустрије (1535—1573), надвојвоткиња Аустрије, принцеза Шпаније, удала се за сина Карлове сестре, Каталине, Жоаоа Мануела од Португалије, и родила наследника португалског престола, Себастијана I од Португалије.

Карло је такође био познат по томе што је имао много љубавница. Две су биле мајке двема будућим владаркама Холандије:
- Изабела од Кастиље, кћерка младе удовице Карловог деде, Фернанда Католичког, Жермен де Фоа.
- Маргарита од Аустрије (1522—1586), или Маргарита од Парме, чија је мајка била Јохана ван дер Гест.
- Хуан од Аустрије, чија је мајка била Барбара Блумерг.

## Карлои протестантизам
Дана 24. фебруара 1530. године у Болоњи, папа Клемент VII ће положити гвоздену круну Лангобарда (коју је Карло Велики преузео од лангобардских краљева непосредно пре царског крунисања, и која је од тада постала део регалија царева Светог римског царства) на Карлову главу и тиме ће обавезати младог владара да постане бранилац римокатоличке цркве. Стално имајући на уму да потиче од Католичких краљева, великих бранитеља хришћанске вере против ислама, Карло се осећао обавезним да стане у одбрану католицизма и верског јединства против нарастајућег протестантизма Мартина Лутера у Немачкој.

### Почетак сукоба. Сабор у Вормсу
У ренесансној Европи 16. века Католичка црква није бирала средства у прикупљању новца како би финансирала градњу велелепних грађевина које би одражавале сву величанственост и сјај католицизма, што је изазвало негодовање широм католичког света, нарочито у Немачкој, где је Мартин Лутер, свештеник из Витемберга, први дигао глас против продавања опроштаја, такозваних индулгенција, од стране католичких свештеника за новац, којим се финансирала изградња Базилике светог Петра у Риму. Године 1517, дан пре Ускрса, Лутер је закуцао на врата капеле дворца у Витембергу документ који је познат као 95 теза и у којима оштро критикује продају папских була којима се даје опроштај од свих грехова, како би га прочитали сви они који су долазили на прославу. Папа Лав X је послао своје емисаре да уразуме Лутера, а кад је овај то одбио, папа га је екскомуницирао.
Године 1521, организује се Сабор у Вормсу, на ком је Мартин Лутер позван да се покаје и да се одрекне својих књига и свог учења. Сабором је председавао сам цар Карло V. Лутер, уместо да се покаје, изложио је своје учење и затражио од младог цара разумевање и заштиту. Међутим, Карло V му је одговорио да он, као немачки цар и потомак старе католичке династије, може само да осуди његово учење као ноторну јерес. Дана 26. маја 1521, Карло издаје Едикт из Вормса, којим се Лутер и његово учење званично осуђују и проглашавају јеретичким, а Лутерови списи се забрањују и наређује се да морају бити уништени. Међутим, у пракси, Вормски едикт није имао неки успех јер су племићи већином били присталице Лутеровог учења. Лутерови списи су једино били спаљени у Холандији.
Лутер је побегао у Саксонију где га је прихватио кнез-изборник Фредерик, и где се Лутер касније настанио и основао своју цркву, и превео Библију на немачки језик.

### Два сабора у Шпејеру
Године 1526, сазива се сабор у Шпејеру како би се решили постојећи проблеми јер је било евидентно да Едикт из Вормса није било могуће спровести због честе одсутности цара из земље, заузетог ратовима против Француске. Првобитно је Карло наложио свом брату Фердинанду да не уноси никакве промене и да одуговлачи, међутим, савез који је папа склопио са Француском натерао га је да промени мишљење јер му је у том моменту била преко потребна помоћ немачких протестаната. Исход овог сабора је дозвола да сваки властелин на свом поседу проповеда веру која му одговара.
Следећи Сабор у Шпејеру се одржао 1529. године, када се назирало скоро склапање мира са папом и Француском. Фердинанд се надао се да ће успети да оповргне и поништи одлуке донесене 1526. године, и да се поново успостави важећим Едикт из Вормса, који је био суспендован 1526. године. Немачки племићи су оштро протестовали против те одлуке. Од тада су Лутерови следбеници били познати као „протестанти".

### Сабор уАугзбургу
Претња која се надвијала над хришћанском Европом у виду Турака који су већ куцали на врата Аустрије створила је потребу за јединством царства. Године 1530, организује се у Аугзбургу сабор на који Карло позива Лутерове присталице да још једном изложе своју доктрину. За ту прилику састављен је текст Конфесије из Аугзбурга, документ који се може сматрати основом протестантске доктрине. Овај документ је био представљен цару 25. јула 1530. године. Том приликом су немачки племићи изразили неопходност сазивања јавног васељенског хришћанског сабора.

### Сабор у Тренту
После више година одуговлачења и одлагања, папа Павле III је коначно сазвао Сабор у Тренту. Заседање је почело 22. маја 1545. По захтеву Лутерових присталица, савет је одржан у месту које је било далеко од Рима, међутим, у марту 1547, сабор је пресељен у Болоњу, упркос Карловом противљењу, који ће следеће године уложити оштар протест због премештања савета. Папа Јулије III, који је наследио Павла III, враћа седиште сабора у Трент 1550. и заказује заседање за 1551. Међутим, сабор је морао да се распусти 1552. јер је због близине немачким територијама, Трент постао опасан град за католичке оце. Јулије III је намеравао да изда и почне с применом једног дела реформи донетих на сабору, међутим, смрт га је спречила у тој намери. Следећа два папе нису успела да обнове сабор, и тек ће папа Пије IV 1560. године издати булу којом поново сазива сабор у Тренту. Последње заседање ће бити одржано између 1561. и 1563, када ће се завршити са доношењем одлука и декрета.
Иако се на том сабору донела одлука о темељној реорганизацији цркве и искорењивању злоупотреба које су харале током целог средњег века, одлуке које су се тицале саме доктрине су се битно разликовале од доктрине коју је проповедао Лутер, те ће немачки племићи једнодушно одбити да прихвате закључке овог сабора и организоваће се у Шмалкалдски савез, којем ће се Карло заједно са папским снагама оружано супротставити у бици код Милберга 24. априла 1547. и однети убедљиву победу.

### Коначно помирење
Упркос победи на бојном пољу, Карло није успео да уједини католицизам и лутеранизам ни на политичком ни на социјалном плану, тако да је осам година касније, 1555. потписао Аугзбуршки мир, којим је признао право Немаца да се сами одлуче коју ће веру исповедати — протестантизам или католицизам, чиме је барем привремено ставио крај на конфликт изазван појавом Реформације.

## Унутрашња политика Карла V
Територије Карла V протезале на три континента и две велике империје - Шпанију и Свето римско царство. У спољној политици било готово немогуће разлучити кад је Карло наступао као шпански краљ а када као цар Светог римског царства, јер је на Средоземљу подједнако заступао свој империјални углед и бранио шпанске обале и шпанске поседе у Италији, као што је у Немачкој водио борбу против протестантизма који је врло лако могао да пређе и на шпанско тло.
Ипак, Карло је више времена провео у улози шпанског монарха него цара Светог римског царства, где га је у дугим одсуствима ваљано заступао његов брат Фердинанд, који ће на крају и наследити царски престо.

#### Друштвена организација Шпаније
Шпанија у доба Карла V је обухватала осим Иберијског полуострва, и Атлантска острва, северноафричка утврђења и Нови свет. На самом полуострву, стара краљевства Астурију и Леон, баскијске провинције и Навара на северу, преко Кастиље и Арагона са Каталонијом, Валенсијом и Балеарским острвима, до Андалузије на самом југу полуострва.
Краљевина Навара, коју је 1512. Кастиљи прикључио Фернандо II од Арагона, задржала је титулу краљевства. Навара се простире на обе стране Пиринеја, и један део је припао Шпанији а други Француској. Због свог стратешког положаја, била је од виталне важности за одбрану полуострва те су због тога у њој биле размештене јаке војне формације, нарочито у престоници, Памплони. Краља је заступао вицекраљ, међутим, Навара је у сваком другом погледу била потпуно независна - сачувала је своје законе, своје кортесе, свој новац, царине, своју цивилну управу и судство. Јавне службе у Навари су могли да обављају само становници Наваре.
Баскија, Гипузкоа и Алава, суседне баскијске провинције, имале су јаке политичке и историјске везе са Наваром. У све четири области одржао се баскијски језик, а сама Баскија је такође задржала судску и пореску самосталност. Повластице северних територија су опстале захваљујући њиховој удаљености од матичних шпанских краљевстава, као и природним препрекама у виду планинских венаца Пиринеја.
Круна Арагона, коју су сачињавале краљевина Арагон, Каталонска кнежевина, и краљевина Валенсија са Балеарима, такође је била пример још изразитије независности од целине. Сваки нови краљ Шпаније био је обавезан да положи заклетву да ће поштовати локалне законе који су се називали фуероси (шп. fueros), као и вицекраљ који је обављао ту дужност три године. У суштини, вицекраљ је спроводио власт круне која је била ограничена локалним законима. Основна препрека краљевим интересима су били кортеси који су неуморно претресали сваки краљев покушај да се уплиће у домаће законе и ствари, да подиже порезе и трупе уколико се то није тицало општег добра територија Арагонске круне. Престоница је била смештена у Сарагоси, где се налазило и врховно судско тело, Аудијенција Сарагосе (шп. Audiencia de Zaragoza) Поред аудијенције, друго тело карактеристично за Арагон је био Суд правде (шп. Tribunal de Justicia). Арагон је преко ових тела имао апсолутну судску независност. Такође су и градови имали
потпуну самоуправу. Порески приходи су се углавном трошили на управу и веома мало се слало у владарску ризницу.
Краљевина Валенсија и Кнежевина Каталонија су биле уједињене језиком и историјом те су и њихове управе биле веома сличне. И једна и друга су имале Скупштинску дипутацију (кат. Diputació de la Generalitat), од шест чланова, по два за сваки сталеж, која је управљала кортесима. Валенсијом је управљао Врховни савет (кат. Consell General), док је Каталонијом управљао чувени Савет стотине (кат. Consell de Cent) кога су у суштини сачињавала 144 члана која су заступала занатлије и еснафе, трговце грађане и племиће.
Круна Кастиље, за разлику од других делова велике шпанске целине који су сви до једног љубоморно чували своје традиционалне слободе, почивала је на владарском апсолутизму и централној власти. Карло јој је подарио специјалну улогу у оквиру шпанске краљевине. Оптеретио ју је својим европским ратовима, борби против Турака и протестантизма. У Кастиљи су нестајале њене традиционалне конституционалне слободе, тзв. фуероси, којима су се дичили и слободно их уживали сви остали делови Шпаније. Међутим, Кастиља је заузврат задржала привилегију да се богати златом које су конкистадори непрестано слали из Западних Индија на великим галијама. Остали део Шпаније је имао фискалне привилегије, али зато злато из Индија није завршавало у њиховим касама.
Увођењем централизоване и делотворне управе, Кастиља је покушавала да обузда самовољу својих провинција. Уводила је једнообразна пореска начела, укидала унутрашње, феудалне царине, и остављала само оне према иностранству. Цивилна и војна управа била је иста у свим провинцијама. Званични језик је постао кастиљански.

#### Колоније уЗападним Индијама
Током Карлове владавине, територије на америчком континенту су се знатно прошириле захваљујући конкистадорима Ернану Кортесу и Франсиску Пизару који су освојили и уништили аутохтона домородачка царства Астека и Инка. Франсиско де Кесада је освојио краљевство Чибча које се налазило у данашњој Колумбији, Хуан Себастијан Елкано је 1522. завршио пут око света који је започео Магелан и поставио темеље шпанске владавине на Филипинима и Маријанским острвима, а Педро Мендоза је основао Буенос Ајрес на левој страни реке Ла Плате.
Сви ови догађаји су убедили Карла да му је Бог доделио специјалан задатак да стане на чело читавог хришћанског света које је у том тренутку још увек осећало непосредну опасност од ислама у виду експанзионизма Османског царства. С друге стране, злато које су шпанске галије непрестано довозиле из Америке умногоме је допринело консолидацији Карлове владавине у Шпанији. Како је то лепо приметио Бернал Дијаз, конкистадор:
Дошли смо да служимо богу и краљу... и такође да се обогатимо.
Године 1550, Карло је сазвао савет у Ваљадолиду где је била организована позната расправа о оправданости употребе силе у освајањима на америчком континенту између доминиканског свештеника, Бартоломеа де Касаса, заштитника права аутохтоног становништва америчког континента и хуманисте и аристотеловског просветитеља Хуана Хинеса де Сепулведе. Сепулведа је тврдио да су Индијанци рођени да буду робови и да им њихове менталне способности не допуштају да управљају сами собом. С друге стране, Лас Касас је детаљно изнео свој извештај о систематској злоупотреби силе од стране конкистадора, на основу чега је Карло званично обуставио Конкисту и наредио истрагу о изнетим оптужбама. Убрзо је донет нов закон по ком домороци не смеју бити робови, сва имања су одузета званичницима и стављена су под директну управу Круне. Међутим, како је радна снага била неопходна у рудницима злата и на плантажама, а Индијанци нису могли физички да издрже напоре, Карло је почео да доводи црне робове из Африке у Америку. С друге стране, Лас Касас, иако се страсно борио за људска права Индијанаца, сматрао је да је ропство природно стање црнаца.

## Спољна политика Карла V
Спољна политика Карла била је у великој мери експанзионистичка, што се огледало у ратовима на Апенинском полуострву и одбрани хришћанства од надирућег исламског пробоја који је претио хришћанској Европи у облику Османског царства у зениту моћи и на челу са једним од Карлових архинепријатеља — султаном Сулејманом Величанственим. Оптерећен обавезом коју му је наметало наслеђе тј. чињеница да његовим венама тече крв Католичких краљева, великих бораца против ислама, и нешто касније обећањем које ће дати приликом свог крунисања у Болоњи, у Карловој глави се формирао сан о стварању једног великог хришћанског царства које би обједињавало све хришћанске земље. Та идеја ће бити присутна током целог његовог живота и биће разлог његових више-мање успешних покушаја да се супротстави „великом Турчину“ који је незадрживо надирао ка Западној Европи.
С друге стране, настављањем Италијанских ратова, Карло је само делимично следио експанзионистичку политику свог деде Фернанда Католичког и Арагонске круне у тежњи за освајањем превласти на западном Средоземљу. Карло је у ратове на Апенинском полуострву ушао великим делом и због вечитог ривалства са својим другим архинепријатељем, француским краљем, Франсоаом I. Ти ратови ће се отезати унедоглед, и заједно са сукобима са Османским царством које је напредовало на Запад, постаће део наслеђа које је Карло годинама препуштао свом сину Филипу.

### Карло и Франсоа I
Ривалство између Карла и младог француског краља почело је још од времена када су обојица били кандидати за круну цара Светог римског царства. То ривалство ће се наставити кроз скоро целу владавину оба владара који су учествовали увек као противници у Италијанским ратовима који су трајали између 1494. и 1559, који су започели као династичке размирице око Миланског војводства и Напуљске краљевине да би потом прерасли у опште борбе за превласт и територију њихових учесника, који су били, поред шпанског и француског краља, и Енглеска, Шкотска, Млетачка република, Папска држава, разни италијански градови-државе, као и Сулејман Величанствени и Османско царство.
Први рат у коме су се сукобили Карло и Франсоа почео је 1521. Карло је склопио савез са Енглеском и папом Лавом X против Француза и Млечана, који су били поражени од стране Карла и његових савезника. Французи су морали да напусте Милано, а сам Франсоа је био заробљен у бици код Павије 1525. године. У замену за слободу, Франсоа је морао Карлу да преда Бургундију према споразуму у Мадриду из 1526. године.
Други рат је почео тако што је Франсоа, кад се нашао на слободи, натерао Парламент у Паризу да поништи овај споразум с обзиром да је био потписан под принудом, и придружио се Лиги из Коњака коју је 1527. основао папа Климент VII против Карла V, заједно са некадашњим савезницима шпанског краља, Хенријем VIII, Млечанима, као и Фиренцом и Миланом. Том приликом је дошло до чувене Пљачке Рима од стране војске Карла V, а сам папа Климент VII је пао у заробљеништво што га је спречило да поништи брак између Хенрија VIII и Карлове тетке, Каталине од Арагона. Споразумом из Камбреа (1529), који је још познат и као Дамски споразум јер су га потписале Карлова тетка Маргарита од Бургундије и мајка Франсоа I, Луиза од Савоје, Франсоа I се одрекао полагања права на Италију, али је задржао контролу над Бургундијом. Једна од клаузула овог споразума је била и брак између француског краља и Леонор од Аустрије, сестре Карла V и удовице португалског краља, Мануела I.
Трећи рат између Карла и Франсоа избио је 1535. године, после смрти последњег миланског војводе Сфорце. Карло је поставио за војводу свог сина, Филипа, иако је Франсоа тврдио да полаже право на ту титулу. Франсоа није успео да освоји Милано, али је зато освојио скоро све територије Карловог савезника, војводе од Савоје, укључујући и главни град војводства, Торино. Мир је склопљен у Ници 1538, али није потрајао дуго јер су се непријатељства обновила 1542. када је Франсоа склопио савез са турским султаном, Сулејманом Величанственим, а Карло опет са Хенријем VIII. Француско-турска флота је освојила Ницу, али није успела да стигне до Милана, док је англо-шпанска инвазија јужне Француске коју је предводио сам Карло била донекле успешна, међутим на крају је прекинута. Склопљен је нови мир и ситуација је враћена на „статус кво“ од пре 1544. године.
Последњи сукоб је избио 1551. године, када је Анри II који је наследио свог оца, Франсоа који је умро 1547, објавио рат Карлу у намери да поврати француску превласт у Италији. Офанзива на Лорену је Анрију донела прве успехе, али је две године касније, 1553. био поражен у бици код Марчана. Међутим, 1556. године, Карло абдицира у корист свог сина Филипа и свог брата, Фернанда, који ће постати Филип II од Шпаније и Фердинанд I, цар Светог римског царства, тако да се пажња премешта на Фландрију где је Филип заједно са Емануелом Филибертом од Савоје победио Французе код Сент Квентина. Уласком Енглеске у рат француска војска је успела да освоји Кале, и да преплави шпанске поседе у Фландрији. Без обзира на то, Анри је ипак био приморан да прихвати мир из Като Камбрезија којим се одрекао било каквог даљег полагања права на Италију.

### Карло V и Сулејман Величанствени
Карло и Сулејман, вечити противници који су много тога имали заједничког. Обојица су владали империјама које су се простирале на три континента. Обојица су наследили огромне територије од својих претходника, и обојица су стремили ка апсолутној превласти на Медитерану. Владавина и једног и другог је обележила највећи успон њихових дотичних империја. На личном плану, обојица су били учени и талентовани за језике - Карло је говорио течно фламански, француски, шпански и италијански, а Сулејман је одлично владао арапским, персијским, српским и језиком чагатај (најстарији облик турског језика). Обојица су били одлични законодавци, војници и стратези и лично су предводили своје војске. Такође су обојица имала идеју о стварању универзалног царства — Карло хришћанског, Сулејман муслиманског — те је њихов фронтални сукоб био неизбежан. Осим тога, Сулејманов отац, Селим I, је на самрти саветовао свом сину да царство шири на запад. Као последица тога, Сулејманове очи су стално биле упрте на запад и свим снагама је ширио територије Османског царства на запад.).
Највећи отпор који је Сулејман нашао од стране Хабзбурга у својим експанзионистичким походима на запад је био у Угарској, на чији је престо претендовао Карлов брат, Фердинанд, надвојвода од Аустрије. Убрзо пошто је постао султан, Сулејман је Мађарима понудио престанак турских напада уз услов да му плаћају годишњи данак. Мађари су понуду глатко одбили уздајући се у савезништво куће Хабзбурговаца и Светог римског царства. Турском посланику су одсекли нос и уши и тако га послали назад у Истанбул. Сулејман није оклевао да одговори на ову увреду. Одмах је дигао војску и кренуо ка јужној одбрамбеној линији Угарске и заузео Београд и целу Србију 1521. године. Затим је 1522. године напао Родос и избацио оданде Јовановце који су са Родоса нападали турске бродове и ометали трговачке путеве између Египта и Истанбула. Карло ће седам година касније Јовановцима дати друго острво, Малту. Године 1526, турска војска се сукобљава са удруженим снагама Хабзбурговаца и Угара у Мохачкој бици, и односи убедљиву победу у којој је и сам угарски краљ, Лајош II изгубио живот. Како је Лајош II био ожењен Карловом и Фердинандовом сестром, Маријом од Аустрије, а Фердинанд Лајошевом сестром, Аном од Чешке и Угарске, Фердинанд је полагао право на угарски престо. Међутим, пошто је Сулејман био тај који је победио на Мохачу, он је и поставио свог штићеника, Јаноша Запољу, за краља Угарске, а затим се повукао оставивши Запољине и Фердинандове присталице да се међусобно исцрпљују у борбама за престо. Сулејман је опседао Беч прво 1529. а потом и 1532. где ће вероватно ова два владара бити најближе један другом с обзиром да је Карло тада био присутан у Бечу. То ће бити и тренутак када ће Карло схватити да је турска претња реална и веома снажна. Сулејманов план да разбије хришћанско јединство је успео тиме што је склопио савез са другим Карловим архинепријатељем, Франсоаом I, краљем Француске. Такође ће и протестантски кнежеви потражити помоћ код „великог Турчина“, како су на Западу звали Сулејмана. Схвативши величину опасности коју би могао да представља савез протестантских кнежева са Турцима, Карло је у Аугсбургу 1555. године попустио и признао права протестантским кнезовима. На неки начин, одвајање протестантске Немачке од католичке Шпаније било је Сулејманово дело.
И Сулејман и Карло су искоришћавали сваку прилику да истакну сопствену величину и да унизе и увреде противника. Сулејман је замерао Карлу што је стално избегавао директан сусрет са њим. Такође је систематски одбијао да Карлу призна титулу цара, замерао му је што присваја титуле које му не припадају, као на пример титула краља Јерусалима или грофа од Атине. Миром из Истанбула потписаним 1547. Фердинанд је признао турска освајања у Угарској, а Турци су га заузврат признали као „великог везира“, титулу која је била одмах испод титуле султана у османској хијерархији. Карло је мир потписао као „цар Немачке“ и „краљ Шпаније“, међутим, у свим осталим писмима којима се обраћао Високој Порти није могао да користи титулу цара, него је могао да се потписује само као „краљ Шпаније“. На овај начин, Карло је морао да прихвати титулу „краља вилајета Шпаније“ чиме је признао да титулу цара може користити само турски султан, обзиром да је био „цар света“. Све османске хронике Карла помињу само као „краља Шпаније".

### Карло ипиратеријана Медитерану
Бивши гусар и адмирал турске флоте, Хајрудин Барбароса све више је претварао Медитеран у „турско језеро" Јовановци су били протерани са Родоса, а турски и берберски гусари су непрестано нападали шпанске и италијанске бродове. Борбе су биле непрестане и трајале су годинама, и као и у Угарској, дуго се није могао одредити победник. Пошто је Барбароса имао упориште у Тунису, Карло је 1535. године повео огромну флоту на Тунис. Успех овог похода је веома позитивно одјекнуо у читавом хришћанском свету. Са папом и Млечанима оснива Свету лигу након турских напада на Крф и Пелопонез, међутим лига није имала много успеха. Године 1541, Карло је кренуо у освајање Алжира, међутим, подухват се завршио неславно са катастрофалним последицама јер је скоро цела шпанска флота нестала у олуји. Сам Карло се једва извукао домогавши се италијанске обале. Малтежани су 1551. предали Триполи у Либији, а 1555. је пала Бургија, шпанско упориште у Африци. Последња битка коју је Сулејман повео против Јовановаца била је опсада Малте коју им је претходно уступио Карло осам година након што су били протерани са Родоса, одакле су организовали нападе на турске бродове. У почетку је изгледало да ће се историја са Родоса поновити, међутим Карло је послао појачање и помогао Јовановцима да одбију турски напад. Поредак који се на крају утврдио био је далеко од оног који је Карло некад замишљао, који је сањао о поновном освајању Цариграда и потпуном потискивању Турака са европског континента.

## Абдикација и повлачење у манастирски живот
Након толиких година ратовања, Карло је ушао у фазу унутрашњег свођења рачуна - размишљања о себи, животу, оном што је проживео и о општем стању у Европи. Велики протагонисти који су заједно са њим обележили европску сцену прве половине 16. века су већ били покојни: Хенри VIII и Франсоа I су били умрли 1547, Мартин Лутер 1546, Еразмо Ротердамски 1536, а папа Павле III 1549.
Иако је успео да створи огромно царство „у ком сунце никад не залази“, није успео у својој намери да обједини цео хришћански свет у једну државу, нити је успео да спречи устоличење и јачање лутеранског учења.
Године 1556, Карло се одрекао својих титула и поделио их између свог сина, Филипа и свог брата, Фердинанда. Филип је постао краљ Шпаније и Западних Индија, а Фердинанд цар Светог римског царства. Такође је потписао документ којим одриче права свих Филипових наследника на престо Светог римског царства и потврђује право Фердинандовог сина, Максимилијана на престолонаследничку титулу. Тестамент је садржао и једну клаузулу у којој је признао за законитог свог ванбрачног сина Хуана од Аустрије, који је рођен 1545. као резултат Карлове ванбрачне везе са Барбаром Блумерг.
Након абдикације, повукао се у манастир Јусте у Екстремадури, где је живео мирним животом до 21. септембра 1558. када је умро. Двадесет шест година касније, његови посмртни остаци су пребачени у Краљевску гробницу манастира Сан Лорензо који се налази у оквиру палате Ел Ескоријал (палата) у Мадриду.

## Породично стабло
| \| \| \| \| \| \| \| \| \| \| \| \| \| \| 16. Ернест Гвоздени \| \| \| \| \| \| \| \| \| \| \| \| \| \| \| \| \| \| \| \| \| \| \| \| \| \| \| \| \| \| \| \| \| \| \| \| \| \| \| \| \| \| \| \| \| \| \| \| \| \| \| \| \| \| \| \| \| \| \| \| 8. Фридрих III, цар Светог римског царства \| \| \| \| \| \| \| \| \| \| \| \| \| \| \| \| \| \| \| \| \| \| \| \| \| \| \| \| \| \| \| \| \| \| \| \| \| \| \| \| \| \| \| \| \| \| \| \| \| \| \| \| \| \| \| \| \| \| \| \| \| \| \| \| \| \| \| \| \| \| \| \| 17. Цимбарка од Мазовије \| \| \| \| \| \| \| \| \| \| \| \| \| \| \| \| \| \| \| \| \| \| \| \| \| \| \| \| \| \| \| \| \| \| \| \| \| \| \| \| \| \| \| \| \| \| \| \| \| \| \| \| \| \| \| \| \| \| \| \| \| \| \| \| \| \| \| \| \| \| \| \| 4. Максимилијан I Хабзбуршки \| \| \| \| \| \| \| \| \| \| \| \| \| \| \| \| \| \| \| \| \| \| \| \| \| \| \| \| \| \| \| \| \| \| \| \| \| \| \| \| \| \| \| \| \| \| \| \| \| \| \| \| \| \| \| \| \| \| \| \| \| \| \| \| \| \| \| \| \| \| \| \| 18. Дуарте I Португалски \| \| \| \| \| \| \| \| \| \| \| \| \| \| \| \| \| \| \| \| \| \| \| \| \| \| \| \| \| \| \| \| \| \| \| \| \| \| \| \| \| \| \| \| \| \| \| \| \| \| \| \| \| \| \| \| \| \| \| \| \| \| \| \| \| \| \| \| \| \| \| \| 9. Елеонора од Португалије \| \| \| \| \| \| \| \| \| \| \| \| \| \| \| \| \| \| \| \| \| \| \| \| \| \| \| \| \| \| \| \| \| \| \| \| \| \| \| \| \| \| \| \| \| \| \| \| \| \| \| \| \| \| \| \| \| \| \| \| \| \| \| \| \| \| \| \| \| \| \| \| 19. Елеонора Арагонска \| \| \| \| \| \| \| \| \| \| \| \| \| \| \| \| \| \| \| \| \| \| \| \| \| \| \| \| \| \| \| \| \| \| \| \| \| \| \| \| \| \| \| \| \| \| \| \| \| \| \| \| \| \| \| \| \| \| \| \| \| \| \| \| \| \| \| \| \| \| \| \| 2. Филип I од Кастиље \| \| \| \| \| \| \| \| \| \| \| \| \| \| \| \| \| \| \| \| \| \| \| \| \| \| \| \| \| \| \| \| \| \| \| \| \| \| \| \| \| \| \| \| \| \| \| \| \| \| \| \| \| \| \| \| \| \| \| \| \| \| \| \| \| \| \| \| \| \| \| \| 20. Филип Добри \| \| \| \| \| \| \| \| \| \| \| \| \| \| \| \| \| \| \| \| \| \| \| \| \| \| \| \| \| \| \| \| \| \| \| \| \| \| \| \| \| \| \| \| \| \| \| \| \| \| \| \| \| \| \| \| \| \| \| \| \| \| \| \| \| \| \| \| \| \| \| \| 10. Карло Смели \| \| \| \| \| \| \| \| \| \| \| \| \| \| \| \| \| \| \| \| \| \| \| \| \| \| \| \| \| \| \| \| \| \| \| \| \| \| \| \| \| \| \| \| \| \| \| \| \| \| \| \| \| \| \| \| \| \| \| \| \| \| \| \| \| \| \| \| \| \| \| \| 21. Изабела од Португалије \| \| \| \| \| \| \| \| \| \| \| \| \| \| \| \| \| \| \| \| \| \| \| \| \| \| \| \| \| \| \| \| \| \| \| \| \| \| \| \| \| \| \| \| \| \| \| \| \| \| \| \| \| \| \| \| \| \| \| \| \| \| \| \| \| \| \| \| \| \| \| \| 5. Марија од Бургундије \| \| \| \| \| \| \| \| \| \| \| \| \| \| \| \| \| \| \| \| \| \| \| \| \| \| \| \| \| \| \| \| \| \| \| \| \| \| \| \| \| \| \| \| \| \| \| \| \| \| \| \| \| \| \| \| \| \| \| \| \| \| \| \| \| \| \| \| \| \| \| \| 22. Шарл I, војвода од Бурбона \| \| \| \| \| \| \| \| \| \| \| \| \| \| \| \| \| \| \| \| \| \| \| \| \| \| \| \| \| \| \| \| \| \| \| \| \| \| \| \| \| \| \| \| \| \| \| \| \| \| \| \| \| \| \| \| \| \| \| \| \| \| \| \| \| \| \| \| \| \| \| \| 11. Изабела Бурбон \| \| \| \| \| \| \| \| \| \| \| \| \| \| \| \| \| \| \| \| \| \| \| \| \| \| \| \| \| \| \| \| \| \| \| \| \| \| \| \| \| \| \| \| \| \| \| \| \| \| \| \| \| \| \| \| \| \| \| \| \| \| \| \| \| \| \| \| \| \| \| \| 23. Агнес од Бургундије \| \| \| \| \| \| \| \| \| \| \| \| \| \| \| \| \| \| \| \| \| \| \| \| \| \| \| \| \| \| \| \| \| \| \| \| \| \| \| \| \| \| \| \| \| \| \| \| \| \| \| \| \| \| \| \| \| \| \| \| \| \| \| \| \| \| \| \| \| \| \| \| 1. Карло V, цар Светог римског царства \| \| \| \| \| \| \| \| \| \| \| \| \| \| \| \| \| \| \| \| \| \| \| \| \| \| \| \| \| \| \| \| \| \| \| \| \| \| \| \| \| \| \| \| \| \| \| \| \| \| \| \| \| \| \| \| \| \| \| \| \| \| \| \| \| \| \| \| \| \| \| \| 24. Фернандо I од Арагона \| \| \| \| \| \| \| \| \| \| \| \| \| \| \| \| \| \| \| \| \| \| \| \| \| \| \| \| \| \| \| \| \| \| \| \| \| \| \| \| \| \| \| \| \| \| \| \| \| \| \| \| \| \| \| \| \| \| \| \| \| \| \| \| \| \| \| \| \| \| \| \| 12. Хуан II од Арагона \| \| \| \| \| \| \| \| \| \| \| \| \| \| \| \| \| \| \| \| \| \| \| \| \| \| \| \| \| \| \| \| \| \| \| \| \| \| \| \| \| \| \| \| \| \| \| \| \| \| \| \| \| \| \| \| \| \| \| \| \| \| \| \| \| \| \| \| \| \| \| \| 25. Елеонора од Албукерка \| \| \| \| \| \| \| \| \| \| \| \| \| \| \| \| \| \| \| \| \| \| \| \| \| \| \| \| \| \| \| \| \| \| \| \| \| \| \| \| \| \| \| \| \| \| \| \| \| \| \| \| \| \| \| \| \| \| \| \| \| \| \| \| \| \| \| \| \| \| \| \| 6. Фернандо II од Арагона \| \| \| \| \| \| \| \| \| \| \| \| \| \| \| \| \| \| \| \| \| \| \| \| \| \| \| \| \| \| \| \| \| \| \| \| \| \| \| \| \| \| \| \| \| \| \| \| \| \| \| \| \| \| \| \| \| \| \| \| \| \| \| \| \| \| \| \| \| \| \| \| 26. Fadrique Enríquez de Mendoza \| \| \| \| \| \| \| \| \| \| \| \| \| \| \| \| \| \| \| \| \| \| \| \| \| \| \| \| \| \| \| \| \| \| \| \| \| \| \| \| \| \| \| \| \| \| \| \| \| \| \| \| \| \| \| \| \| \| \| \| \| \| \| \| \| \| \| \| \| \| \| \| 13. Хуана Енрикез \| \| \| \| \| \| \| \| \| \| \| \| \| \| \| \| \| \| \| \| \| \| \| \| \| \| \| \| \| \| \| \| \| \| \| \| \| \| \| \| \| \| \| \| \| \| \| \| \| \| \| \| \| \| \| \| \| \| \| \| \| \| \| \| \| \| \| \| \| \| \| \| 27. Mariana Fernández de Córdoba \| \| \| \| \| \| \| \| \| \| \| \| \| \| \| \| \| \| \| \| \| \| \| \| \| \| \| \| \| \| \| \| \| \| \| \| \| \| \| \| \| \| \| \| \| \| \| \| \| \| \| \| \| \| \| \| \| \| \| \| \| \| \| \| \| \| \| \| \| \| \| \| 3. Хуана I од Кастиље \| \| \| \| \| \| \| \| \| \| \| \| \| \| \| \| \| \| \| \| \| \| \| \| \| \| \| \| \| \| \| \| \| \| \| \| \| \| \| \| \| \| \| \| \| \| \| \| \| \| \| \| \| \| \| \| \| \| \| \| \| \| \| \| \| \| \| \| \| \| \| \| 28. Енрике III од Кастиље \| \| \| \| \| \| \| \| \| \| \| \| \| \| \| \| \| \| \| \| \| \| \| \| \| \| \| \| \| \| \| \| \| \| \| \| \| \| \| \| \| \| \| \| \| \| \| \| \| \| \| \| \| \| \| \| \| \| \| \| \| \| \| \| \| \| \| \| \| \| \| \| 14. Хуан II од Кастиље \| \| \| \| \| \| \| \| \| \| \| \| \| \| \| \| \| \| \| \| \| \| \| \| \| \| \| \| \| \| \| \| \| \| \| \| \| \| \| \| \| \| \| \| \| \| \| \| \| \| \| \| \| \| \| \| \| \| \| \| \| \| \| \| \| \| \| \| \| \| \| \| 29. Катарина Ланкастерска \| \| \| \| \| \| \| \| \| \| \| \| \| \| \| \| \| \| \| \| \| \| \| \| \| \| \| \| \| \| \| \| \| \| \| \| \| \| \| \| \| \| \| \| \| \| \| \| \| \| \| \| \| \| \| \| \| \| \| \| \| \| \| \| \| \| \| \| \| \| \| \| 7. Изабела I од Кастиље \| \| \| \| \| \| \| \| \| \| \| \| \| \| \| \| \| \| \| \| \| \| \| \| \| \| \| \| \| \| \| \| \| \| \| \| \| \| \| \| \| \| \| \| \| \| \| \| \| \| \| \| \| \| \| \| \| \| \| \| \| \| \| \| \| \| \| \| \| \| \| \| 30. Хуан од Регуенгоса \| \| \| \| \| \| \| \| \| \| \| \| \| \| \| \| \| \| \| \| \| \| \| \| \| \| \| \| \| \| \| \| \| \| \| \| \| \| \| \| \| \| \| \| \| \| \| \| \| \| \| \| \| \| \| \| \| \| \| \| \| \| \| \| \| \| \| \| \| \| \| \| 15. Изабела од Португалије \| \| \| \| \| \| \| \| \| \| \| \| \| \| \| \| \| \| \| \| \| \| \| \| \| \| \| \| \| \| \| \| \| \| \| \| \| \| \| \| \| \| \| \| \| \| \| \| \| \| \| \| \| \| \| \| \| \| \| \| \| \| \| \| \| \| \| \| \| \| \| \| 31. Изабела од Брагансе \| \| \| \| \| \| \| \| \| \| \| \| \| \| \| \| \| \| \| \| \| \| \| \| \| \| \| \| \| \| \| \| \| \| \| \| \| \| \| \| \| \| \| \| \| \| \| \| \| \| \| \| |                                            |  |  |  |  |  |  |  |  |  |  |  |                     |  |  |  |
| |                                            |  |  |  |  |  |  |  |  |  |  |  | 16. Ернест Гвоздени |  |  |  |
| |                                            |  |  |  |  |  |  |  |  |  |  |  |                     |  |  |  |
| |                                            |  |  |  |  |  |  |  |  |  |  |  |                     |  |  |  |
| |                                            |  |  |  |  |  |  |  |  |  |  |  |                     |  |  |  |
| | 8. Фридрих III, цар Светог римског царства |  |  |  |  |  |  |  |  |  |  |  |                     |  |  |  |
| |                                            |  |  |  |  |  |  |  |  |  |  |  |                     |  |  |  |
| |                                            |  |  |  |  |  |  |  |  |  |  |  |                     |  |  |  |
| |                                            |  |  |  |  |  |  |  |  |  |  |  |                     |  |  |  |
| | 17. Цимбарка од Мазовије                   |  |  |  |  |  |  |  |  |  |  |  |                     |  |  |  |
| |                                            |  |  |  |  |  |  |  |  |  |  |  |                     |  |  |  |
| |                                            |  |  |  |  |  |  |  |  |  |  |  |                     |  |  |  |
| |                                            |  |  |  |  |  |  |  |  |  |  |  |                     |  |  |  |
| | 4. Максимилијан I Хабзбуршки               |  |  |  |  |  |  |  |  |  |  |  |                     |  |  |  |
| |                                            |  |  |  |  |  |  |  |  |  |  |  |                     |  |  |  |
| |                                            |  |  |  |  |  |  |  |  |  |  |  |                     |  |  |  |
| |                                            |  |  |  |  |  |  |  |  |  |  |  |                     |  |  |  |
| | 18. Дуарте I Португалски                   |  |  |  |  |  |  |  |  |  |  |  |                     |  |  |  |
| |                                            |  |  |  |  |  |  |  |  |  |  |  |                     |  |  |  |
| |                                            |  |  |  |  |  |  |  |  |  |  |  |                     |  |  |  |
| |                                            |  |  |  |  |  |  |  |  |  |  |  |                     |  |  |  |
| | 9. Елеонора од Португалије                 |  |  |  |  |  |  |  |  |  |  |  |                     |  |  |  |
| |                                            |  |  |  |  |  |  |  |  |  |  |  |                     |  |  |  |
| |                                            |  |  |  |  |  |  |  |  |  |  |  |                     |  |  |  |
| |                                            |  |  |  |  |  |  |  |  |  |  |  |                     |  |  |  |
| | 19. Елеонора Арагонска                     |  |  |  |  |  |  |  |  |  |  |  |                     |  |  |  |
| |                                            |  |  |  |  |  |  |  |  |  |  |  |                     |  |  |  |
| |                                            |  |  |  |  |  |  |  |  |  |  |  |                     |  |  |  |
| |                                            |  |  |  |  |  |  |  |  |  |  |  |                     |  |  |  |
| | 2. Филип I од Кастиље                      |  |  |  |  |  |  |  |  |  |  |  |                     |  |  |  |
| |                                            |  |  |  |  |  |  |  |  |  |  |  |                     |  |  |  |
| |                                            |  |  |  |  |  |  |  |  |  |  |  |                     |  |  |  |
| |                                            |  |  |  |  |  |  |  |  |  |  |  |                     |  |  |  |
| | 20. Филип Добри                            |  |  |  |  |  |  |  |  |  |  |  |                     |  |  |  |
| |                                            |  |  |  |  |  |  |  |  |  |  |  |                     |  |  |  |
| |                                            |  |  |  |  |  |  |  |  |  |  |  |                     |  |  |  |
| |                                            |  |  |  |  |  |  |  |  |  |  |  |                     |  |  |  |
| | 10. Карло Смели                            |  |  |  |  |  |  |  |  |  |  |  |                     |  |  |  |
| |                                            |  |  |  |  |  |  |  |  |  |  |  |                     |  |  |  |
| |                                            |  |  |  |  |  |  |  |  |  |  |  |                     |  |  |  |
| |                                            |  |  |  |  |  |  |  |  |  |  |  |                     |  |  |  |
| | 21. Изабела од Португалије                 |  |  |  |  |  |  |  |  |  |  |  |                     |  |  |  |
| |                                            |  |  |  |  |  |  |  |  |  |  |  |                     |  |  |  |
| |                                            |  |  |  |  |  |  |  |  |  |  |  |                     |  |  |  |
| |                                            |  |  |  |  |  |  |  |  |  |  |  |                     |  |  |  |
| | 5. Марија од Бургундије                    |  |  |  |  |  |  |  |  |  |  |  |                     |  |  |  |
| |                                            |  |  |  |  |  |  |  |  |  |  |  |                     |  |  |  |
| |                                            |  |  |  |  |  |  |  |  |  |  |  |                     |  |  |  |
| |                                            |  |  |  |  |  |  |  |  |  |  |  |                     |  |  |  |
| | 22. Шарл I, војвода од Бурбона             |  |  |  |  |  |  |  |  |  |  |  |                     |  |  |  |
| |                                            |  |  |  |  |  |  |  |  |  |  |  |                     |  |  |  |
| |                                            |  |  |  |  |  |  |  |  |  |  |  |                     |  |  |  |
| |                                            |  |  |  |  |  |  |  |  |  |  |  |                     |  |  |  |
| | 11. Изабела Бурбон                         |  |  |  |  |  |  |  |  |  |  |  |                     |  |  |  |
| |                                            |  |  |  |  |  |  |  |  |  |  |  |                     |  |  |  |
| |                                            |  |  |  |  |  |  |  |  |  |  |  |                     |  |  |  |
| |                                            |  |  |  |  |  |  |  |  |  |  |  |                     |  |  |  |
| | 23. Агнес од Бургундије                    |  |  |  |  |  |  |  |  |  |  |  |                     |  |  |  |
| |                                            |  |  |  |  |  |  |  |  |  |  |  |                     |  |  |  |
| |                                            |  |  |  |  |  |  |  |  |  |  |  |                     |  |  |  |
| |                                            |  |  |  |  |  |  |  |  |  |  |  |                     |  |  |  |
| | 1. Карло V, цар Светог римског царства     |  |  |  |  |  |  |  |  |  |  |  |                     |  |  |  |
| |                                            |  |  |  |  |  |  |  |  |  |  |  |                     |  |  |  |
| |                                            |  |  |  |  |  |  |  |  |  |  |  |                     |  |  |  |
| |                                            |  |  |  |  |  |  |  |  |  |  |  |                     |  |  |  |
| | 24. Фернандо I од Арагона                  |  |  |  |  |  |  |  |  |  |  |  |                     |  |  |  |
| |                                            |  |  |  |  |  |  |  |  |  |  |  |                     |  |  |  |
| |                                            |  |  |  |  |  |  |  |  |  |  |  |                     |  |  |  |
| |                                            |  |  |  |  |  |  |  |  |  |  |  |                     |  |  |  |
| | 12. Хуан II од Арагона                     |  |  |  |  |  |  |  |  |  |  |  |                     |  |  |  |
| |                                            |  |  |  |  |  |  |  |  |  |  |  |                     |  |  |  |
| |                                            |  |  |  |  |  |  |  |  |  |  |  |                     |  |  |  |
| |                                            |  |  |  |  |  |  |  |  |  |  |  |                     |  |  |  |
| | 25. Елеонора од Албукерка                  |  |  |  |  |  |  |  |  |  |  |  |                     |  |  |  |
| |                                            |  |  |  |  |  |  |  |  |  |  |  |                     |  |  |  |
| |                                            |  |  |  |  |  |  |  |  |  |  |  |                     |  |  |  |
| |                                            |  |  |  |  |  |  |  |  |  |  |  |                     |  |  |  |
| | 6. Фернандо II од Арагона                  |  |  |  |  |  |  |  |  |  |  |  |                     |  |  |  |
| |                                            |  |  |  |  |  |  |  |  |  |  |  |                     |  |  |  |
| |                                            |  |  |  |  |  |  |  |  |  |  |  |                     |  |  |  |
| |                                            |  |  |  |  |  |  |  |  |  |  |  |                     |  |  |  |
| | 26. Fadrique Enríquez de Mendoza           |  |  |  |  |  |  |  |  |  |  |  |                     |  |  |  |
| |                                            |  |  |  |  |  |  |  |  |  |  |  |                     |  |  |  |
| |                                            |  |  |  |  |  |  |  |  |  |  |  |                     |  |  |  |
| |                                            |  |  |  |  |  |  |  |  |  |  |  |                     |  |  |  |
| | 13. Хуана Енрикез                          |  |  |  |  |  |  |  |  |  |  |  |                     |  |  |  |
| |                                            |  |  |  |  |  |  |  |  |  |  |  |                     |  |  |  |
| |                                            |  |  |  |  |  |  |  |  |  |  |  |                     |  |  |  |
| |                                            |  |  |  |  |  |  |  |  |  |  |  |                     |  |  |  |
| | 27. Mariana Fernández de Córdoba           |  |  |  |  |  |  |  |  |  |  |  |                     |  |  |  |
| |                                            |  |  |  |  |  |  |  |  |  |  |  |                     |  |  |  |
| |                                            |  |  |  |  |  |  |  |  |  |  |  |                     |  |  |  |
| |                                            |  |  |  |  |  |  |  |  |  |  |  |                     |  |  |  |
| | 3. Хуана I од Кастиље                      |  |  |  |  |  |  |  |  |  |  |  |                     |  |  |  |
| |                                            |  |  |  |  |  |  |  |  |  |  |  |                     |  |  |  |
| |                                            |  |  |  |  |  |  |  |  |  |  |  |                     |  |  |  |
| |                                            |  |  |  |  |  |  |  |  |  |  |  |                     |  |  |  |
| | 28. Енрике III од Кастиље                  |  |  |  |  |  |  |  |  |  |  |  |                     |  |  |  |
| |                                            |  |  |  |  |  |  |  |  |  |  |  |                     |  |  |  |
| |                                            |  |  |  |  |  |  |  |  |  |  |  |                     |  |  |  |
| |                                            |  |  |  |  |  |  |  |  |  |  |  |                     |  |  |  |
| | 14. Хуан II од Кастиље                     |  |  |  |  |  |  |  |  |  |  |  |                     |  |  |  |
| |                                            |  |  |  |  |  |  |  |  |  |  |  |                     |  |  |  |
| |                                            |  |  |  |  |  |  |  |  |  |  |  |                     |  |  |  |
| |                                            |  |  |  |  |  |  |  |  |  |  |  |                     |  |  |  |
| | 29. Катарина Ланкастерска                  |  |  |  |  |  |  |  |  |  |  |  |                     |  |  |  |
| |                                            |  |  |  |  |  |  |  |  |  |  |  |                     |  |  |  |
| |                                            |  |  |  |  |  |  |  |  |  |  |  |                     |  |  |  |
| |                                            |  |  |  |  |  |  |  |  |  |  |  |                     |  |  |  |
| | 7. Изабела I од Кастиље                    |  |  |  |  |  |  |  |  |  |  |  |                     |  |  |  |
| |                                            |  |  |  |  |  |  |  |  |  |  |  |                     |  |  |  |
| |                                            |  |  |  |  |  |  |  |  |  |  |  |                     |  |  |  |
| |                                            |  |  |  |  |  |  |  |  |  |  |  |                     |  |  |  |
| | 30. Хуан од Регуенгоса                     |  |  |  |  |  |  |  |  |  |  |  |                     |  |  |  |
| |                                            |  |  |  |  |  |  |  |  |  |  |  |                     |  |  |  |
| |                                            |  |  |  |  |  |  |  |  |  |  |  |                     |  |  |  |
| |                                            |  |  |  |  |  |  |  |  |  |  |  |                     |  |  |  |
| | 15. Изабела од Португалије                 |  |  |  |  |  |  |  |  |  |  |  |                     |  |  |  |
| |                                            |  |  |  |  |  |  |  |  |  |  |  |                     |  |  |  |
| |                                            |  |  |  |  |  |  |  |  |  |  |  |                     |  |  |  |
| |                                            |  |  |  |  |  |  |  |  |  |  |  |                     |  |  |  |
| | 31. Изабела од Брагансе                    |  |  |  |  |  |  |  |  |  |  |  |                     |  |  |  |
| |                                            |  |  |  |  |  |  |  |  |  |  |  |                     |  |  |  |
| |                                            |  |  |  |  |  |  |  |  |  |  |  |                     |  |  |  |